# Supercoppa d'Islanda 2008
La Meistarakeppni karla 2008 è  stata la 37ª edizione di tale competizione. Si è disputata il 4 maggio 2008.
A contendersi il trofeo sono il Valur vincitore del campionato che l'FH Hafnarfjörður, trionfatore nella coppa nazionale.
Ad aggiudicarsi il trofeo è stato il Valur.

## Tabellino
| Arbitro: | Magnús Þórisson |

|                  |           |                 |
| Pálmason 16’ 63’ | Marcatori | 4’ Vilhjálmsson |